# Invictarx
Invictarx („nedobytná pevnost“) byl rod obrněného ptakopánvého dinosaura z čeledi Nodosauridae, jež zahrnuje jediný popsaný druh (I. zephyri). Fosilie tohoto mohutného čtvernohého býložravce jsou známy z období svrchní křídy (geologický stupeň kampán, stáří kolem 78 milionů let). Fosilní pozůstatky tohoto dinosaura v podobě tří exemplářů byly objeveny na území Nového Mexika (USA) v sedimentech souvrství Menefee (člen Allison). Formálně popsány byly v srpnu roku 2018. Holotyp nese označení WSC 16505 a jedná se o nekompletní postkraniální kostru.

## Paleoekologie
V sedimentech stejného souvrství byl objeven také hadrosaurid rodu Ornatops, dále krokodýl (aligatoroid) druhu Brachychampsa sealeyi a dosud nepopsaný centrosaurinní ceratopsid (rohatý dinosaurus). Ve stejném souvrství byly objeveny také fosilie velkého tyranosaurida druhu Dynamoterror dynastes, který mohl být hlavním predátorem invictarxe.

## Systematika
Vývojově nejbližším příbuzným druhu I. zephyri byl zřejmě druh Glyptodontopelta mimus, známý z období pozdějšího geologického stupně maastricht (asi před 69 až 66 miliony let) rovněž z území Nového Mexika.